# دادو برشو
دادو برشو (بالكرواتية: Dado Pršo)‏، من مواليد 5 نوفمبر 1974 في زادار في كرواتيا، لاعب كرة قدم كرواتي.
و قد بدأ مسيرته الكروية مع نادي سان رافائيل في موسم 1996/1997، وفي عام 1997 انتقل إلى نادي أجاكسيو الفرنسي، ولعب معهم حتى عام 1999، وشارك معهم في 53 مباراة وسجل 21 هدف، وفي عام 1999 انتقل إلى نادي موناكو الفرنسي، ولعب معهم حتى عام 2004، وشارك معهم في 101 مباراة وسجل 28 هدف، ومنذ عام 2004 وهو يلعب مع نادي رينجرز الإسكتلندي.
و قد لعب مع منتخب كرواتيا لكرة القدم بين عامي 2003 و2006، وشارك معهم في 32 مباراة وسجل 9 أهداف.

## روابط خارجية
- دادو برشو على موقع الاتحاد الدولي (مؤرشف)  (الإنجليزية)
- دادو برشو على موقع الاتحاد الأوربي (الإنجليزية)
- دادو برشو على موقع اتحاد كرواتيا (الكرواتية)
- دادو برشو على موقع رابطة كرة القدم الفرنسية للمحترفين (الإنجليزية)
- دادو برشو على موقع قاعدة بيانات كرة القدم.إي يو (الإنجليزية)
- دادو برشو على موقع ليكيب (الفرنسية)
- دادو برشو على موقع ناشيونال فوتبول تيمز (الإنجليزية)
- دادو برشو على موقع Soccerbase.com (لاعب) (الإنجليزية)
- دادو برشو على موقع Soccerway.com (الإنجليزية)
- دادو برشو على موقع عالم كرة القدم.نت (الإنجليزية)